# Запечнов, Геннадий Семёнович
Геннадий Семёнович Запечнов (род. 22 июня 1944 года, раб. пос. Константиновский, Ростовская область, РСФСР, СССР — 28 января 2021 года, г. Константиновск, Ростовская область, Россия) — советский и российский художник, народный художник Российской Федерации (2008).

## Биография
Родился 22 июня 1944 года в казачьей семье в рабочем поселке Константиновский.
С 1963 по 1966 годы — проходил срочную службу в Германии.
В 1971 году — окончил Ростовское художественное училище имени М. Б. Грекова и поступил на работу художником творческой фирмы «Донской художественный фонд».
В 1999 году — окончил художественно-графический факультет Ростовского государственного педагогического университета.
В течение 6 лет был председателем РОО ВТОО «Союза художников России» и секретарем «Союза художников России» по Южному Федеральному округу, а также советником по культуре при Администрации Губернатора Ростовской области.
С 1970 года — принимал участие во многих региональных, республиканских, всероссийских и зарубежных выставках.
Член Союза художников СССР и России.
Геннадий Семёнович Запечнов умер 28 января 2021 года.

## Награды
- Народный художник Российской Федерации (2008)
- Заслуженный художник Российской Федерации (1998)
- Орден «За заслуги перед Ростовской областью»
- Почётный гражданин города Константиновска (2014)